# 新温泉町立浜坂南小学校
新温泉町立浜坂南小学校（しんおんせんちょうりつ はまさかみなみしょうがっこう）は、兵庫県美方郡新温泉町栃谷にある公立小学校。

## 概要
2004年旧浜坂町小学校区再編成に伴い、大庭（おおば）小学校を閉校し、同校舎を浜坂南小学校として開校した。

## 沿革
名目上は新設校扱いで大庭小校舎を浜坂南小として開校しており、他校との統合がないので実質的には改称である。
大庭小学校
- 1874年（明治7年）5月29日 - 民家を借りて学校とする、三谷分校を設ける。
- 1875年（明治8年）1月 - 栃谷校として開校届けを提出。
- 1882年（明治15年） - 三谷分校を統合。
- 1884年（明治17年）頃 - 大庭小学校と改称。
- 1888年（明治21年） - 大庭簡易小学校と改称。
- 1892年（明治25年） - 大庭尋常小学校と改称。
- 1914年（大正3年）3月 - 大庭尋常高等小学校と改称。
- 1941年（昭和16年）4月1日 - 国民学校令により大庭国民学校と改称。
- 1947年（昭和22年）4月1日 - 学制改革により大庭村立大庭小学校と改称。
- 1954年（昭和29年）10月1日 - 町村合併により浜坂町立大庭小学校と改称。
- 2004年（平成16年）3月26日 - 大庭小学校閉校式。

浜坂南小学校
- 2004年（平成16年）4月7日 - 浜坂町立浜坂南小学校開校式。
- 2005年（平成17年）4月1日 - 浜坂町と温泉町が合併し、新温泉町発足に伴い新温泉町立浜坂南小学校と改称。

## 通学区域
- 二日市、福富、三谷、若松町、戸田、七釜、栃谷、新市、古市、用土、竹田字後山

## 進学先中学校
- 新温泉町立浜坂中学校

## 交通アクセス
- JR山陰本線 浜坂駅より、夢つばめ湯村温泉線（浜坂病院・七釜温泉経由を除く）「栃谷七釜温泉口」バス停下車。

## 校区内の主な施設
- 七釜温泉

## 通学区域が隣接している学校
- 新温泉町立浜坂東小学校
- 新温泉町立浜坂北小学校
- 新温泉町立浜坂西小学校
- 新温泉町立温泉小学校